# Dorika irrorata
Dorika irrorata là một loài bướm đêm trong họ Noctuidae.